# Экологическая безопасность
Экологическая безопасность (ЭБ) — допустимый уровень негативного воздействия природных и антропогенных факторов экологической опасности на окружающую среду и человека.
Система экологической безопасности — система мер, обеспечивающих с заданной вероятностью допустимое негативное воздействие природных и антропогенных факторов экологической опасности на окружающую среду и самого человека.
- На каждом уровне организации система экологической безопасности функционально состоит из трех стандартных модулей, логически дополняющих друг друга и только в своем единстве составляющих саму систему: это комплексная экологическая оценка территории, экологический мониторинг и управленческие решения (экологическая политика).

Каждый из указанных модулей выполняет следующие функции:
Комплексная экологическая оценка территории:
- Определение и оценка комплекса факторов экологической опасности, проявляющихся на данной территории;
  - Районирование территории по устойчивости к проявлению факторов экологической опасности;
  - Составление и ведение кадастра объектов воздействия на окружающую среду;
  - Идентификация и оценка экологических рисков;
- Составление и ведение кадастра природных ресурсов;
- Составление и ведение кадастра «загрязнённых» территорий;
- Выбор индикаторов устойчивого развития.

Экологический мониторинг:
- Нормирование воздействий на окружающую среду;
- Контроль источников воздействия на окружающую среду;
- Контроль качества компонентов окружающей среды;
- Мониторинг экологических рисков;
- Мониторинг индикаторов устойчивого развития.

Управленческие решения:
- Формирование экологической политики;
- Анализ и корректировка индикаторов устойчивого развития;
- Управление экологическими рисками: а) Предупреждение проявления антропогенных факторов экологической опасности; б) Минимизация последствий проявления природных факторов экологической опасности;
- Разработка и совершенствование природоохранного законодательства и методов формирования экологического мировоззрения.

Методы обеспечения ЭБ (согласно Хоружая Т. А., 2002):
- Методы контроля качества окружающей среды:
  - Методы измерений — строго количественные, результат которых выражается конкретным числовым параметром (физические, химические, оптические и другие).
  - Биологические методы — качественные (результат выражается словесно, например, в терминах «много-мало», «часто-редко» и др.) или частично количественные.
- Методы моделирования и прогноза, в том числе методы системного анализа, системной динамики, информатики и др.
- Комбинированные методы, например, эколого-токсикологические методы, включающие различные группы методов (физико-химических, биологических, токсикологических и др.).
- Методы восстановления экологического состояния территории.
- Методы управления окружающей среды в целом (управление качеством и количеством ОС).